# トラビス・バーゲン
トラビス・マイケル・バーゲン（Travis Micheal Bergen, 1993年10月8日 - ）は、アメリカ合衆国ジョージア州ヘンリー郡マクダナー出身のプロ野球選手（投手）。左投左打。現在は、フリーエージェント（FA）。

## 経歴

### プロ入りとブルージェイズ傘下時代
2015年のMLBドラフト7巡目（全体212位）でトロント・ブルージェイズから指名され、プロ入り。契約後、傘下のA-級バンクーバー・カナディアンズでプロデビュー。2試合に登板して2勝0敗、防御率0.00、11奪三振を記録した。
2016年はルーキー級ガルフ・コーストリーグ・ブルージェイズとA-級バンクーバーでプレーし、2球団合計で5試合に登板して防御率0.00、7奪三振を記録した。
2017年もルーキー級ガルフ・コーストリーグ・ブルージェイズとA-級バンクーバーでプレーし、2球団合計で9試合（先発7試合）に登板して1勝1敗、防御率2.95、22奪三振を記録した。
2018年はA+級ダニーデン・ブルージェイズとAA級ニューハンプシャー・フィッシャーキャッツでプレーし、2球団合計で43試合に登板して4勝2敗8セーブ、防御率0.95、74奪三振を記録した。

### ジャイアンツ時代
2018年12月13日にルール・ファイブ・ドラフトでサンフランシスコ・ジャイアンツから指名され、移籍した。
2019年3月29日のサンディエゴ・パドレス戦でメジャーデビュー。8月18日にDFAとなった。

### ブルージェイズ時代
2019年8月21日、ウェイバー公示を経て獲得する球団が無かったため、ルール・ファイブ・ドラフトの規約でブルージェイズに戻ることになった。
2020年8月24日にメジャー契約を結んでアクティブ・ロースター入りした。

### ダイヤモンドバックス時代
2020年8月31日にロビー・レイとのトレードでアリゾナ・ダイヤモンドバックスへ移籍した。
2021年2月26日にタイラー・クリッパードの加入に伴い、DFAとなった。

### ブルージェイズ復帰
2021年2月28日に金銭とのトレードで、前年途中まで在籍したブルージェイズへ復帰した。シーズンでは4月1日にオプションでマイナーに降格し、開幕を迎えた。4月23日にMLBに昇格したが試合に登板することなく、翌24日にオプションでマイナーに降格した。4月28日に柳賢振の故障者リスト入りに伴い、MLBに再昇格した。同日のワシントン・ナショナルズ戦で復帰後初登板を果たした。6月29日にDFAとなり、7月4日にマイナー契約となった（AAA級バッファロー・バイソンズに配属。）。レギュラーシーズン終了後の10月5日にFAとなった。

## 詳細情報

### 年度別投手成績
| 年 度    | 球 団    | 登 板 | 先 発 | 完 投 | 完 封 | 無 四 球 | 勝 利 | 敗 戦 | セ 丨 ブ | ホ 丨 ル ド | 勝 率 | 打 者 | 投 球 回 | 被 安 打 | 被 本 塁 打 | 与 四 球 | 敬 遠 | 与 死 球 | 奪 三 振 | 暴 投 | ボ 丨 ク | 失 点 | 自 責 点 | 防 御 率 | W H I P |
| -------- | -------- | ----- | ----- | ----- | ----- | -------- | ----- | ----- | -------- | ----------- | ----- | ----- | -------- | -------- | ----------- | -------- | ----- | -------- | -------- | ----- | -------- | ----- | -------- | -------- | ------- |
| 2019     | SF       | 21    | 0     | 0     | 0     | 0        | 2     | 0     | 0        | 0           | 1.000 | 85    | 19.2     | 18       | 4           | 9        | 2     | 1        | 18       | 1     | 1        | 12    | 12       | 5.49     | 1.37    |
| 2020     | TOR      | 1     | 0     | 0     | 0     | 0        | 0     | 0     | 0        | 0           | ----  | 6     | 1.2      | 1        | 0           | 1        | 0     | 0        | 3        | 0     | 0        | 0     | 0        | 0.00     | 1.20    |
| 2020     | ARI      | 7     | 0     | 0     | 0     | 0        | 1     | 0     | 1        | 0           | 1.000 | 30    | 6.2      | 4        | 1           | 8        | 0     | 0        | 8        | 0     | 0        | 3     | 3        | 4.05     | 1.80    |
| '20計    | ARI      | 8     | 0     | 0     | 0     | 0        | 1     | 0     | 1        | 0           | 1.000 | 36    | 8.1      | 5        | 1           | 9        | 0     | 0        | 11       | 0     | 0        | 3     | 3        | 3.24     | 1.68    |
| 2021     | TOR      | 10    | 0     | 0     | 0     | 0        | 2     | 0     | 0        | 0           | 1.000 | 46    | 10.2     | 5        | 1           | 8        | 0     | 2        | 6        | 0     | 0        | 2     | 2        | 1.69     | 1.22    |
| MLB：3年 | MLB：3年 | 39    | 0     | 0     | 0     | 0        | 5     | 0     | 1        | 0           | 1.000 | 167   | 38.2     | 28       | 6           | 26       | 2     | 3        | 35       | 1     | 1        | 17    | 17       | 3.96     | 1.40    |

- 2021年度シーズン終了時

### 年度別守備成績
| 年 度 | 球 団 | 投手（P） | 投手（P） | 投手（P） | 投手（P） | 投手（P） | 投手（P） |
| 年 度 | 球 団 | 試 合     | 刺 殺     | 補 殺     | 失 策     | 併 殺     | 守 備 率  |
| ----- | ----- | --------- | --------- | --------- | --------- | --------- | --------- |
| 2019  | SF    | 21        | 1         | 1         | 0         | 0         | 1.000     |
| 2020  | TOR   | 1         | 0         | 0         | 0         | 0         | ----      |
| 2020  | ARI   | 7         | 0         | 0         | 1         | 0         | .000      |
| '20計 | ARI   | 8         | 0         | 0         | 1         | 0         | .000      |
| MLB   | MLB   | 29        | 1         | 1         | 1         | 0         | .667      |

- 2020年度シーズン終了時

### 背番号
- 60（2019年）
- 79（2020年 - 同年8月30日）
- 47（2020年9月3日 - 同年終了）
- 64（2021年）